# Аббасов, Ашраф Джалал оглы
Ашраф Джалал оглы́ Абба́сов (23 марта 1920, Шуша — 8 февраля 1992) — советский и азербайджанский композитор. Народный артист Азербайджанской ССР (1990), Заслуженный деятель искусств Азербайджанской ССР (1963).

## Биография
Родился 23 марта 1920 года в городе Шуша в многодетной семье портного. После окончания занятий в 7-летней общеобразовательной школе, поступает на Шушинский педагогический рабфак и одновременно учится в музыкальной школе по классу тара у преподавателя Гамзы Алиева. В 1936 году по инициативе основоположника азербайджанской классической музыки Узеира Гаджибейли подающий надежды молодой музыкант приезжает из Шуши  в Баку и поступает в класс композиции Азербайджанского государственного музыкального училища. Одновременно с учебой становится участником оркестра народных инструментов (худ. рук. - композитор и дирижёр Сеид Рустамова). В составе оркестра Ашраф Аббасов принимает участие в первой Декаде литературы и искусства Азербайджана в Москве (1938).
Учитывая талант юного Ашрафа, руководство Музыкального училища ходатайствовало о досрочном переводе одарённого третьекурсника в вуз — в Азербайджанскую государственную консерваторию. Однако в декабре 1939 года он был призван в Красную Армию. Ашраф становится рядовым музыкантом военно-духового оркестра 345-го стрелкового полка, дислоцированного в  Белоруссии. В ходе военных действий Ашраф Аббасов был тяжело ранен под городом Ельня. Несколько месяцев он лежал в Томском военном госпитале. Демобилизовавшись по болезни, Ашраф Аббасов поехал к родным, в Шушу, где в домашних условиях целых два года продолжал лечение. В период реабилитации А.Аббасову поручают сначала должность заведующего учебной частью, а несколько позже - возглавить Шушинскую музыкальную школу, в которой он некогда учился. Со свойственной серьезностью и скрупулезностью молодой композитор приступил к своим обязанностям, внеся свой весомый вклад в дело приобщения талантливых гарабахских детей к профессиональному музыкальному образованию. По возвращении в Баку он продолжает обучение в Азербайджанской государственной консерватории по классу композиции профессора Б. И. Зейдмана, а  теорию и историю азербайджанской народной музыки изучает под руководством Узеира Гаджибекова. В 1947 году студента-выпускника консерватории Ашрафа Аббасова, демонстрирующего на всем протяжении учебы стабильно высокие показатели успеваемости, назначают директором Бакинского музыкального училища. Но от столь почетного для молодого композитора поста А.Аббасов спустя год (после окончания консерватории с отличием, отказывается ради учебы в аспирантуре при Московской государственной консерватории имени П. И. Чайковского. Итог обучения в аспирантуре - защита кандидатской диссертации под руководством профессора М. И. Чулаки.Тем самым Ашраф Аббасов стал первым в Азербайджане кандидатом искусствоведения в области музыкознания. После этого он возвращается в Баку, работает доцентом на кафедре композиции в Азербайджанской государственной консерватории,а в  1968 году утверждается на должность профессора. С 1953 по 1957 А.Аббасов – ректор Азгосконсерватории им.Уз.Гаджибекова, одновременно ведет курс композиции. На протяжении следующих 15-ти  лет (1957 – 1972) возглавляет кафедру композиции. А.Дж.Аббасову  принадлежит приоритет в создании:
- жанров инструментального (1947) и оркестрового ("Концертино", 1948) концертов;
- жанра балета для детей в Азербайджане ( «Чернушка» по мотивам повести С.С.Ахундова, 1965);
- А.Аббасов - первый в Азербайджане кандидат искусствоведения в области музыкознания (Москва,1952). Тема диссертации «Узеир Гаджибеков и его опера «Кероглы» - одно из первых фундаментальных исследований произведения, ознаменовавшего появление в Азербайджане оперы классического образца.

## Награды
- Народный артист Азербайджанской ССР (14.06.1990)
- орден Отечественной войны 2-й степени (11.03.1985)
- орден «Знак Почёта» (09.06.1959)
- медали

## Произведения
Оркестровые сочинения:
- «Кюрду»
- «Танец красных бойцов»
- «Танец молодости»
- «Танцевальная сюита»
- «Шуша» (симфоническая поэма)
- Концерт для фортепиано с оркестром
- Кантата для солистов, хора и симфонического оркестра
- «Драматическая поэма»
- «Концертино»
- «Наступит день» (симфоническая поэма)
- «Эфиопские эскизы»

Песни:
- «За нашу Родину»
- «Вперёд»

Камерные вокальные и инструментальные сочинения:
- «Молодость, вперёд»
- «Джейранбатан»
- «Красавица полей»
- Вариации для скрипки и фортепиано
- Соната для виолончели

Балет:
- «Чернушка» (1960 год) поставлен в Азербайджанском театре оперы и балета им. М. Ф. Ахундова

Оперетты:
- «Не быть тебе моим» (1963)
- «В объятиях гор» (1971)
- «Двор мой — жизнь моя»

Музыка к спектаклям Азербайджанского ТЮЗ им. М. Горького:
- «В начале мая» В. А. Любимовой, 1946;
- «Фитнэ» Шаика, 1946;
- «Царство цветов» Азимзаде, 1948

Литературные сочинения
- «Узеир Гаджибеков и его опера „Кёр-оглы“. Баку, 1950»